# Real Lives (televíziócsatorna)
A Real Lives egy brit televíziós csatorna, mely a Sky plc tulajdonában van, és a Sky Living testvércsatornája. A csatorna 2004 és 2007 között LIVINGtv2 néven sugárzott, illetve 2007 és 2009 között a  Living 2 nevet viselte.
A csatornán főleg olyan televíziós sorozatokat láthatunk, mint a The Amazing Race, valamint különböző életmód, és egészségügyi programok, úgy mint a Baby ER, Birth Stories, a Downsize Me és a Wedding SOS.
Minden nap 10:00 és 12:00 óra között a Baby Zone című műsort mutatják be, ahol terhességgel, és születéssel kapcsolatos programok láthatóak. 2018-tól a csatorna fő profilja ezekkel a tényszerű dolgokkal foglalkozik. Az itt bemutatott filmek a Pick is láthatóak.
A csatornán bemutatott filmek egy órás időeltolódással láthatóak a Trouble +1 csatornán, mely 2009. február 5-én indult el.
2010. október 25-én jelentették be, hogy a Living 2011 elején felveszi a Sky Living nevet, és a korábbi 112-es programhely helyett a 107. programhelyre költözik, a Sky One elé, és a Sky Atlantic utáni helyre.